# Maximillian Pacioretty
Maximillian Kolenda Pacioretty, dit Max Pacioretty, (né le 20 novembre 1988 à New Canaan dans le Connecticut aux États-Unis) est un joueur professionnel américain de hockey sur glace.

## Biographie

### Enfance et débuts

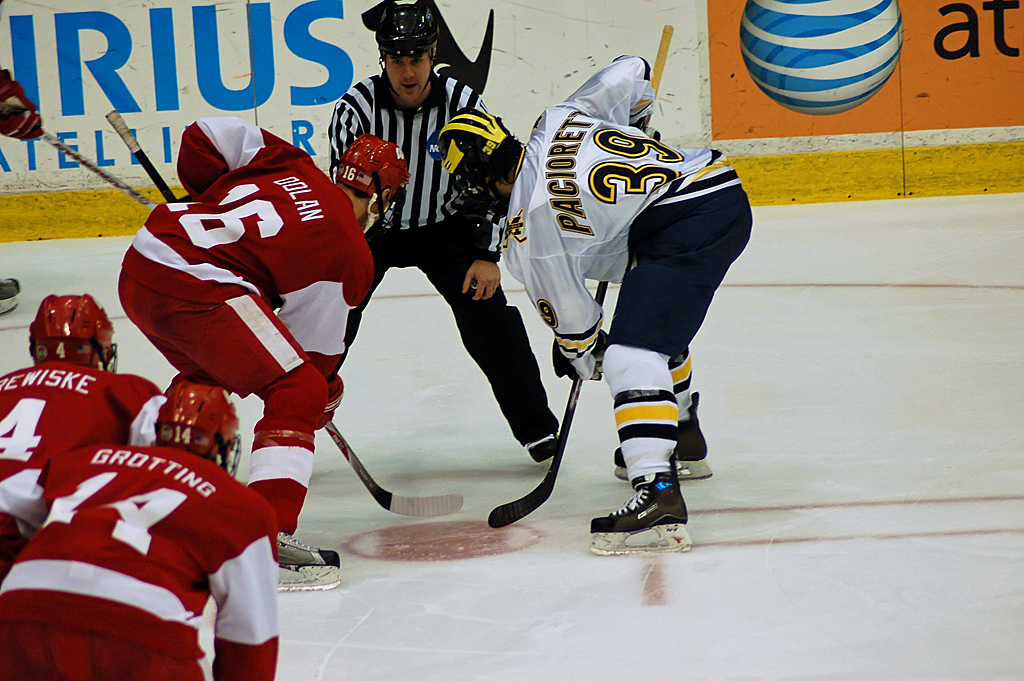
Pacioretty à l'engagement avec les Wolverines du Michigan (à droite).

Pacioretty est né à New Canaan dans le Connecticut aux États-Unis. Il fait ses études dans le New Canaan High School puis rejoint Taft School à Watertown pour la saison 2004-2005. Il y passe deux saisons avant de rejoindre les Musketeers de Sioux City dans l'United States Hockey League ; en soixante matchs lors de la saison 2006-2007, il marque soixante-trois points dont vingt-et-un buts et quarante-deux passes décisives et un différentiel de +20. Il est désigné recrue de la saison dans l'USHL.
Il est choisi lors du premier tour des Canadiens de Montréal en tant que vingt-deuxième joueur au total, lors du repêchage d'entrée de la Ligue nationale de hockey,. Au lieu de rejoindre les rangs de la LNH, il passe encore une saison pour ses études et rejoint le championnat universitaire américain avec les Wolverines du Michigan. En avril 2008, il est nommé une nouvelle fois recrue de l'année de la division des Wolverines, la Central Collegiate Hockey Association avec un total de 15 buts et 24 passes en 34 parties.
Au cours de la saison, il joue avec l'équipe des États-Unis junior le championnat du monde junior 2008. Pacioretty joue sur la quatrième ligne de la sélection nationale qui est éliminée en demi-finale en perdant contre le Canada. Le joueur du Connecticut joue les six matchs de son équipe, sans inscrire son nom une seule fois sur une feuille de pointage.

### Carrière professionnelle
Le 17 juillet 2008, il signe un contrat d'une durée de trois ans avec les Canadiens de Montréal. Il fait ses débuts en tant que professionnel dans la Ligue américaine de hockey avec les Bulldogs de Hamilton pour la saison 2008-2009. Fin décembre, il est appelé à jouer dans la LNH avec les Canadiens ; à cette époque, il est le troisième meilleur pointeur de l'équipe des Bulldogs avec 20 points. Le 2 janvier 2009, il joue son premier match dans la LNH avec les Canadiens et il réussit à marquer un but à son premier tir : lors de sa troisième présence sur la patinoire, il bat le gardien des Devils du New Jersey, Scott Clemmensen, après avoir reçu une passe de Kyle Chipchura. Il joue 34 matchs de la Saison 2008-2009 de la LNH avant de retourner dans la LAH.
Pacioretty commence la saison suivante dans la LNH avec les Canadiens mais retourne jouer dans la LAH au bout d'une cinquantaine de rencontres. Il termine la saison avec les Bulldogs et joue ses premiers matchs des séries éliminatoires de la Coupe Calder. Le joueur du Connecticut participe au camp d'entraînement des Canadiens pour la saison 2010-2011 mais il est finalement affecté aux Bulldogs. Il est nommé joueur du mois de novembre dans la LAH avec dix buts et sept passes. Le 12 décembre, il est rappelé par l'entraîneur des Canadiens, Jacques Martin, pour jouer dans la LNH.
Ce rappel sera le dernier, puisque par la suite Pacioretty ne sera plus jamais rétrogradé. Il s'établit pour de bon dans la LNH en s'affirmant comme l'un des meilleurs attaquants des Canadiens. De décembre à mars, Il inscrit 14 buts, et ajoute 10 mentions d'aides en 37 matchs. 
Le 8 mars 2011, poussé par le défenseur Zdeno Chára lors d'un match contre les Bruins de Boston, il heurte violemment la bande de protection de la baie vitrée séparant les bancs des deux équipes et reste étendu inerte sur la glace. S'ensuivent de longues minutes pendant lesquelles les médecins s'occupent de lui avant qu'il ne soit ensuite évacué sur une civière et conduit à l'hôpital où il subit des examens qui révèlent une fracture de la quatrième vertèbre cervicale ainsi qu'une sévère commotion cérébrale. C'est un coup dur pour Pacioretty puisque cela marque la fin de sa saison et l’empêche du même coup de participer aux séries éliminatoires avec les Canadiens. Cependant, le joueur s'en sort bien dans les circonstances. En effet, si jamais la moelle épinière avait été atteinte, il aurait été paraplégique. Un autre joueur a subi une fracture de la quatrième vertèbre cervicale dans les années 1980, mais il n'a pas eu la chance de Pacioretty, car il est devenu paralysé des bras et des jambes. L'incident poussera la LNH à mettre en œuvre quelques mois plus tard de nouvelles normes de sécurité dans le but de mieux protéger les joueurs. Des modifications avec de nouvelles baies vitrées en plexiglas absorbant mieux les chocs, et notamment au niveau des coins carrés prés des bancs des joueurs remplacés par des coins arrondis, à l'endroit où Pacioretty s'était blessé.
Il se remet progressivement de sa blessure, et deux mois après la fin de la saison, le 20 juin 2011, il signe un contrat de deux saisons supplémentaires avec les Canadiens.
Le 9 février 2012, il inscrit le premier tour du chapeau de sa carrière dans la LNH contre les Islanders de New York. Le 8 mars, il marque deux buts face aux Oilers d'Edmonton et atteint du même coup le plateau des 30 buts en une saison devenant ainsi le premier Américain à marquer 30 buts en une saison dans l'histoire des Canadiens. Il termine la saison meilleur pointeur de l'équipe avec 65 points et devient le 16e joueur de l’histoire des Canadiens à connaître une saison de 30 buts avant l’âge de 24 ans. 
Le 20 juin 2012, il remporte le trophée Bill-Masterton pour sa persévérance démontrée en revenant au jeu après sa terrible blessure à la tête subit l'année précédente. Le 13 août 2012, il signe un contrat de six ans d'une valeur de 27 millions de dollars américains. Le 24 septembre 2012, il signe un contrat jusqu'au terme du lock-out de la LNH avec le club suisse du Hockey Club Ambrì-Piotta. Il quitte le club après cinq matchs, un but et aucune aide.
Le 6 février 2014, il devient le premier joueur de la LNH à se voir accorder deux tirs de pénalités au cours d'un même match, contre les Canucks de Vancouver. Cependant, il n'en marque aucun des deux tout en réussissant un tour du chapeau dans le match. Le 18 septembre 2015, il devient le 29e capitaine de l'histoire des Canadiens de Montréal.
En septembre 2016, peu de temps avant le début de la saison, il est au cœur d'une controverse lorsqu'un chroniqueur sort une information à la radio stipulant que l'entraineur des Canadiens, Michel Therrien aurait traité Pacioretty de pire capitaine de l'histoire des Canadiens. L'entraineur nie tout en bloc, et Pacioretty affirmera ne pas y croire.
Le 10 décembre 2016, il réussit un match de 4 buts dans la LNH dans une victoire de 10 à 1 des Canadiens sur l'Avalanche du Colorado.
Il est échangé aux Golden Knights de Vegas le 10 septembre 2018 en retour de Tomáš Tatar, Nick Suzuki et un choix de deuxième tour au repêchage de 2019.
Après avoir disputé 224 matchs de saison régulière avec Vegas, il est échangé aux Hurricanes de la Caroline avec Dylan Coghlan en retour de considérations futures, le 13 juillet 2022. Lors de la saison 2022-2023, il est limité à jouer seulement cinq matchs en raison d'une déchirure du tendon d'Achille.
Le 2 juillet 2023, Pacioretty signe un contrat d'un an avec les Capitals de Washington. Par contre, il doit attendre au 3 janvier 2024 avant de jouer son premier match dans l'uniforme des Capitals puisqu'il doit récupérer de sa déchirure du tendon d'Achille de l'année précédente. Dans sa saison écourtée de 47 matchs, il compte quatre buts et 19 assistances, pour 23 points.
Le 11 septembre 2024, Pacioretty obtient une chance de se faire valoir en se rapportant au camp d'entraînement des Maple Leafs de Toronto pour un essai professionnel. L'essai porte fruit et il parvient à une entente d'une saison avec les Maples Leafs le 7 octobre 2024.

## Vie extra-sportive
Le 24 juillet 2011, Max Pacioretty se marie avec la joueuse de tennis Ekaterina Afinoguenova, sœur de l'ancien joueur de la LNH Maksim Afinoguenov lors d'une cérémonie qui se déroule dans la ville de New York. Le 23 décembre 2013, son premier enfant, Lorenzo Pacioretty voit le jour, puis le 11 juin 2015 leur deuxième fils, Maximus Raymond Pacioretty, vient au monde.[réf. nécessaire] Leur troisième enfant, James Carter Pacioretty, naît dans la nuit du 14 au 15 juillet 2017. Leur quatrième enfant, Michael Pacioretty, vient au monde le 5 janvier 2019.

## Statistiques

### Statistiques
| Saison     | Équipe                    | Ligue      |                   | Saison régulière  | Saison régulière  | Saison régulière  | Saison régulière  | Saison régulière  |                   | Séries éliminatoires | Séries éliminatoires | Séries éliminatoires | Séries éliminatoires | Séries éliminatoires |
| Saison     | Équipe                    | Ligue      | PJ                | B                 | A                 | Pts               | Pun               | PJ                | B                 | A                    | Pts                  | Pun                  |                      |                      |
| 2004-2005  | Taft Rhinos               | High CT    | 23                | 5                 | 14                | 19                |                   | -                 | -                 | -                    | -                    | -                    |                      |                      |
| 2005-2006  | Taft Rhinos               | High CT    | 26                | 7                 | 26                | 33                |                   | -                 | -                 | -                    | -                    | -                    |                      |                      |
| 2006-2007  | Musketeers de Sioux City  | USHL       | 60                | 21                | 42                | 63                | 119               | 7                 | 4                 | 6                    | 10                   | 10                   |                      |                      |
| 2007-2008  | Wolverines du Michigan    | NCAA       | 37                | 15                | 24                | 39                | 59                | -                 | -                 | -                    | -                    | -                    |                      |                      |
| 2008-2009  | Bulldogs de Hamilton      | LAH        | 37                | 6                 | 23                | 29                | 43                | -                 | -                 | -                    | -                    | -                    |                      |                      |
| 2008-2009  | Canadiens de Montréal     | LNH        | 34                | 3                 | 8                 | 11                | 27                | -                 | -                 | -                    | -                    | -                    |                      |                      |
| 2009-2010  | Bulldogs de Hamilton      | LAH        | 18                | 2                 | 9                 | 11                | 10                | 5                 | 1                 | 0                    | 1                    | 2                    |                      |                      |
| 2009-2010  | Canadiens de Montréal     | LNH        | 52                | 3                 | 11                | 14                | 20                | -                 | -                 | -                    | -                    | -                    |                      |                      |
| 2010-2011  | Bulldogs de Hamilton      | LAH        | 27                | 17                | 15                | 32                | 20                | -                 | -                 | -                    | -                    | -                    |                      |                      |
| 2010-2011  | Canadiens de Montréal     | LNH        | 37                | 14                | 10                | 24                | 39                | -                 | -                 | -                    | -                    | -                    |                      |                      |
| 2011-2012  | Canadiens de Montréal     | LNH        | 79                | 33                | 32                | 65                | 56                | -                 | -                 | -                    | -                    | -                    |                      |                      |
| 2012-2013  | HC Ambrì-Piotta           | LNA        | 5                 | 1                 | 0                 | 1                 | 4                 | -                 | -                 | -                    | -                    | -                    |                      |                      |
| 2012-2013  | Canadiens de Montréal     | LNH        | 44                | 15                | 24                | 39                | 28                | 4                 | 0                 | 0                    | 0                    | 4                    |                      |                      |
| 2013-2014  | Canadiens de Montréal     | LNH        | 73                | 39                | 21                | 60                | 35                | 17                | 5                 | 6                    | 11                   | 8                    |                      |                      |
| 2014-2015  | Canadiens de Montréal     | LNH        | 80                | 37                | 30                | 67                | 32                | 11                | 5                 | 2                    | 7                    | 16                   |                      |                      |
| 2015-2016  | Canadiens de Montréal     | LNH        | 82                | 30                | 34                | 64                | 34                | -                 | -                 | -                    | -                    | -                    |                      |                      |
| 2016-2017  | Canadiens de Montréal     | LNH        | 81                | 35                | 32                | 67                | 38                | 6                 | 0                 | 1                    | 1                    | 7                    |                      |                      |
| 2017-2018  | Canadiens de Montréal     | LNH        | 64                | 17                | 20                | 37                | 30                | -                 | -                 | -                    | -                    | -                    |                      |                      |
| 2018-2019  | Golden Knights de Vegas   | LNH        | 66                | 22                | 18                | 40                | 36                | 7                 | 5                 | 6                    | 11                   | 4                    |                      |                      |
| 2019-2020  | Golden Knights de Vegas   | LNH        | 71                | 32                | 34                | 66                | 44                | 16                | 5                 | 3                    | 8                    | 12                   |                      |                      |
| 2020-2021  | Golden Knights de Vegas   | LNH        | 48                | 24                | 27                | 51                | 14                | 13                | 5                 | 6                    | 11                   | 4                    |                      |                      |
| 2021-2022  | Golden Knights de Vegas   | LNH        | 39                | 19                | 18                | 37                | 33                | -                 | -                 | -                    | -                    | -                    |                      |                      |
| 2022-2023  | Hurricanes de la Caroline | LNH        | 5                 | 3                 | 0                 | 3                 | 2                 | -                 | -                 | -                    | -                    | -                    |                      |                      |
| 2023-2024  | Capitals de Washington    | LNH        | 47                | 4                 | 19                | 23                | 25                | 4                 | 0                 | 1                    | 1                    | 2                    |                      |                      |
| 2024-2025  | Maple Leafs de Toronto    | LNH        | Saison en cours ? | Saison en cours ? | Saison en cours ? | Saison en cours ? | Saison en cours ? | Saison en cours ? | Saison en cours ? | Saison en cours ?    | Saison en cours ?    | Saison en cours ?    |                      |                      |
| Totaux LNH | Totaux LNH                | Totaux LNH | 902               | 330               | 338               | 668               | 493               | 78                | 25                | 25                   | 50                   | 57                   |                      |                      |

### En équipe nationale
| Année | Équipe         | Évènement                   |   | PJ | B  | A  | Pts | Pun | +/-      |  | Résultat |
| 2008  | États-Unis U20 | Championnat du monde junior | 6 | 0  | 0  | 0  | 0   | -2  | 4e place |  |          |
| 2012  | États-Unis     | Championnat du monde        | 8 | 2  | 10 | 12 | 4   | +5  | 7e place |  |          |
| 2014  | États-Unis     | Jeux olympiques             | 5 | 0  | 1  | 1  | 4   | 0   | 4e place |  |          |
| 2016  | États-Unis     | Coupe du monde              | 3 | 0  | 0  | 0  | 2   | -1  | 7e place |  |          |

## Trophées et honneurs personnels
- 2006-2007 : recrue de la saison de l'USHL
- 2007-2008 : recrue de la saison de la CCHA

### Ligue américaine de hockey
- 2010-2011 : sélectionné pour le Match des étoiles de la Ligue américaine de hockey avec l'association de l'Ouest

### Ligue nationale de hockey
- 2011-2012 : remporte le trophée Bill-Masterton
- 2016-2017 : remporte le trophée Jean-Béliveau avec les Canadiens de Montréal[34]
- 2019-2020 : participe au 65e Match des étoiles de la LNH